# Norske tog typ 93

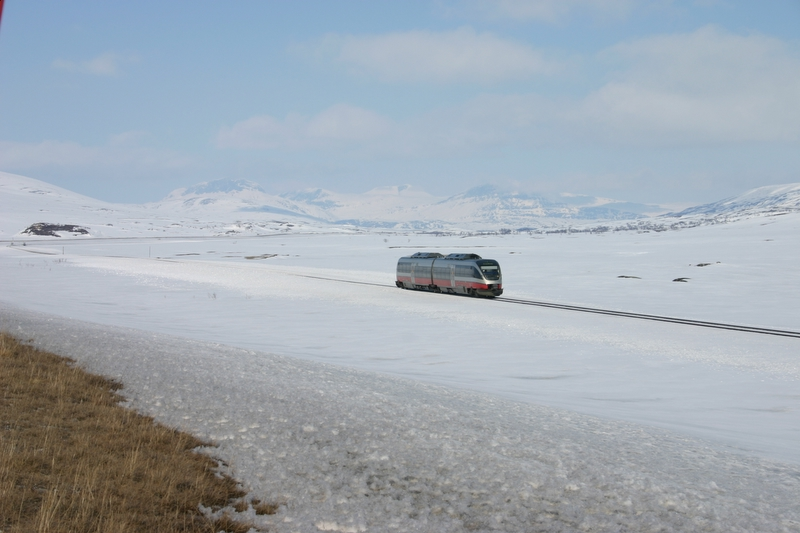
Fjällpasset Saltfjellet.

Type 93 är en norsk dieselmotorvagn. Tågen ägs av det statliga företaget för järnvägsfordon,  Norske tog. Det används av tågoperatörerna Vy och SJ Norge. Tåget används på regionala linjer, bland annat Trondheim-Bodø och Dombås-Åndalsnes.
Tåget är tillverkat av Bombardier Transportation som kallar modellen Talent. Tåg av denna modell ägs också av DB (Tyskland), ÖBB (Österrike) och MÁV (Ungern). Tågmodellen Talent finns både i elektrisk version och i dieselversion, är utrustade med jakobsboggi och förekommer med 2, 3 eller 4 vagnar. De norska tågen klass 93 har endast två vagnar och är dieseldrivna samt försedda med korglutning. Antalet sittplatser var ursprungligen 87 men minskades av komfortskäl till 76.